# اتفاقية مجلس أوروبا بشأن تقليد المنتجات الطبية
اتفاقية مجلس أوروبا بشأن تقليد المنتجات الطبية أو اتفاقية مجلس أوروبا بشأن تقليد المنتجات الطبية والجرائم المماثلة التي تنطوي على تهديدات للصحة العامة هي اتفاقية للقانون الجنائي الدولي لمجلس أوروبا تتناول تزوير وتقليد الأدوية والأجهزة الطبية.

## خلفية
تزوير الأدوية والأجهزة الطبية هو شكل من أشكال الجريمة المربح للغاية ومنخفض المخاطر، حتى بالمقارنة مع الاتجار بالمخدرات. تعرض هذه الجرائم صحة الناس وحياتهم للخطر، وبالتالي قد تنتهك الحق في الحياة المنصوص عليه في الاتفاقية الأوروبية لحقوق الإنسان. كما أنها تقوض ثقة الجمهور في أنظمة الرعاية الصحية وسلطات المراقبة الصحية.

## التاريخ
تم اعتماد الاتفاقية من قبل لجنة وزراء مجلس أوروبا في عام 2010، وفتح باب التوقيع عليها في مؤتمر رفيع المستوى تم تنظيمه في موسكو في 28 أكتوبر 2011. نصوصها الرسمية باللغتين الإنجليزية والفرنسية، وهما متساويتان في الحجية. تتوفر أيضًا ترجمات أخرى باللغات غير الرسمية، لكنها للأغراض الإعلامية فقط. حتى الآن الاتفاقية هي الصك القانوني الدولي الوحيد الذي يوفر الوسائل لتجريم تزوير المنتجات الطبية.
المنتجات التي تغطيها الاتفاقية هي أدوية للاستخدام البشري والبيطري ومكوناتها وأجزائها والمواد المستخدمة في إنتاج الأدوية والأجهزة الطبية وملحقاتها وأدوية التجارب السريرية.

## الأحكام الرئيسية
تحتوي المعاهدة على 33 مادة منظمة في ثلاث ركائز أساسية:
- تجريم تزوير الأدوية والأجهزة الطبية.
- حماية حقوق الضحايا.
- تشجيع التعاون الوطني والدولي.

كأداة من أدوات القانون الجنائي لا تتعامل الاتفاقية مع عيوب الجودة غير المقصودة، ولا تتعامل مع انتهاك حقوق الملكية الفكرية. قد تستخدم مصطلح "التزييف" بمعنى"التمثيل الخاطئ فيما يتعلق بالهوية أو المصدر، ولكن يفضل "التزوير" لأن برنامج الاتفاقية يتعلق فقط بحماية الصحة العامة. تجرم الاتفاقية بعض الأفعال لأنها تشكل خطرا على الصحة العامة. فقط الأفعال المتعمدة هي جرائم يعاقب عليها القانون:
- تنص المادة 5 على أن التصنيع المتعمد للمنتجات الطبية والمواد الفعالة والسواغات والأجزاء والمواد والملحقات المغشوشة يعتبر جريمة جنائية.
- تنص المادة 6 على أن التزويد المتعمد (السمسرة أو الشراء أو البيع أو التبرع أو العرض بالمجان والترويج)، والاحتفاظ بالمخزون، واستيراد وتصدير المنتجات الطبية والمواد الفعالة والسواغات والأجزاء والمواد والملحقات المزيفة تعتبر جرائم جنائية.
- تنص المادة 7 على أن تقديم مستندات مزورة عمدًا والتلاعب بالمستندات الموجودة يعتبر جريمة.
- تنص المادة 8 على الجرائم التي تعتبر مشابهة للتزوير لأنها تشكل تهديدًا خطيرًا على الصحة العامة، مثل التصنيع أو العرض المتعمد للمنتجات الطبية في السوق دون إذن، بما في ذلك الأجهزة الطبية التي لا تمتثل لمتطلبات المطابقة.

تعزز الاتفاقية حقوق الضحايا من خلال ضمان وصولهم إلى جميع المعلومات ذات الصلة بقضيتهم، ومساعدتهم في استردادهم وتقديم تعويضات لهم، ومن بين أمور أخرى مهمة. الضحايا غير مطالبين بتقديم اتهامات أو إثبات أي ضرر لحق بهم من أجل فتح تحقيق فخطر تهديد الصحة كافٍ لتحقيق هذه الغاية.
التعاون على المستويين الوطني والدولي هو جانب هام من جوانب الاتفاقية. بالنظر إلى النطاق الواسع لأصحاب المصلحة الذين يواجهون الانتشار المتزايد لمثل هذه الجرائم، من السلطات الصحية ووكالات إنفاذ القانون إلى خدمات الجمارك والقضاء، ينبغي تعزيز وتيسير أوجه التآزر والتعاون فيما بينها. يتم تشجيع الدول الأطراف في الاتفاقية على إنشاء آلية تتيح التبادل السلس للمعلومات والتعاون داخل وعبر الحدود.